# Камила Шамси
Камила Шамси (енгл. Kamila Shamsie, урд. کاملہ شمسی; Карачи, 13. август 1973) је пакистанска и британска књижевница која је најпознатија по свом награђиваном роману Home Fire (Кућа у пламену) (2017). Наведена је на листи 20 најбољих младих британских писаца магазина Гранта, Шамси је описана од стране The New Indian Express-а као „писац романа са којим треба рачунати и коме се треба радовати“. Она такође пише за публикације укључујући The Guardian, New Statesman, Index on Censorship, и емитује на радију.

## Младост и образовање
Шамси је рођена у добростојећој породици интелектуалаца у Карачију у Пакистану. Њена мајка је новинарка и уредница Муниза Шамси, њена пратетка је била писац Атија Хосејн, и она је унука мемоаристе Јаханаре Хабибулаха.  
Шемси је одрасла у Карачију, где је похађала и гимназију у Карачију. Отишла је у САД као студент на размени,  и магистрирала на МФА Програму за песнике и писце на University of Massachusetts Amherst,  где је на њу је утицао кашмирски песник Ага Шахид Али.

## Каријера
Шамси је написала свој први роман In The City by the Sea (У граду крај мора) још док је била на колеџу, а објављен је 1998. када је имала 25 година  Ушао је у ужи избор за John Llewellyn Rhys Prize у Великој Британији , а Шемси је добила премијерову награду за књижевност у Пакистану 1999.  Њен други роман, Salt and Saffron (Сол и шафран), уследио је 2000. године, након чега је изабрана за једну од 21 писца женске награде за белетристику 21. века. Њен трећи роман, Kartography (Картографија) (2002), добио је широко признање критике и такође је био у ужем избору за John Llewellyn Rhys Prize у Великој Британији.  Према рецензији у Publishers Weekly-у : „Шамсиин церебрални, разиграни стил је издваја од већине њених колега писаца са субконтиненталног континента. Нешто као мешанац између Арундати Роја и Салмана Руждија, она заслужује већу читалачку публику у САД“  Обе Kartography (Картографија) и Шемсијев следећи роман, Broken Verses (Сломљени стихови) (2005), освојили су награду Patras Bokhari  Академије књижевности у Пакистану.
Шамсијев пети роман, Burnt Shadows (Спаљене сенке) (2009), ушао је у ужи избор за женску награду за фикцију  и освојио је Anisfield-Wolf Book Award за фикцију. God in Every Stone (Бог у сваком камену) (2014) ушао је у ужи избор за награду Валтер Скот 2015.  и за Бејлисову женску награду за фикцију.  Према рецензији Маје Џеги у The Guardian-у: „Кроз свој низ наизглед различитих, оштро посматраних светова, Burnt Shadows открива утицај заједничких историја, наговештавајући веће трагедије кроз индивидуалне губитке.  Шамсијев седми роман, Home Fire (Кућа у пламену), који је Би-Би-Си описао као „моћну причу о сложености љубави, породице и државе у ратним временима“,  ушао је у дугу листу за Букерову награду 2017.  у ужем избору за Међународну IMPAC Даблинску књижевну награду,   и 2018. године освојила је женску награду за белетристику.  
Она је такође ауторка нефикционалног дела Offence: The Muslim Case (Прекршај: Муслимански случај) (2009).  Године 2009. Шамси је донирала кратку причу  "The Desert Torso" Оксфам-овом пројекту Ox-Tales – четири збирке прича из Уједињеног Краљевства које је написало 38 аутора. Њена прича је објављена у колекцији Аир.  Присуствовала је књижевном фестивалу у Џајпуру 2011, где је говорила о свом стилу писања. Учествовала је у пројекту Буш театра 2011. Sixty-Six Books (Шездесет шест књига), са комадом заснованим на књизи King James Bible (Библије краља Џејмса). 
Шамси је изабрана за члана Краљевског књижевног друштва 2011.   Године 2013. уврштена је на "Granta" листу 20 најбољих младих британских писаца. 
Допринела је међународним догађајима као што су Фестивал хуманистичких наука у Кливленду   и NGC Bocas Lit Fest-у у Тринидаду 2016.   и покровитељ је Фестивала књижевности у Манчестеру.  Године 2017. придружила се Манчестер центру за ново писање, где је професор креативног писања. 
Одржала је Орвелово предавање 2018. на Универзитетском колеџу у Лондону, под насловом „Непристојни Британци: држављанство, миграција и трансформација права у привилегије“. 
Године 2021, Шамси је била судија за Голдсмитс награду, поред Нел Стивенс, Фреда Д'Агијара и Јохане Томас-Кор. 

## Лични живот
Шамси наводи да себе сматра муслиманком.  Преселила се у Лондон 2007. године и сада је двојна држављанка Велике Британије и Пакистана.
Године 2012. придружила се најновијој инкарнацији крикет тима Authors XI, упркос томе што никада раније није играла игру. Донела је поглавље The Women's XI, у књизи The Authors XI: A Season of English Cricket from Hackney to Hambledon (Аутори XI: Сезона енглеског крикета од Хакнија до Хамблдона) (2013), коју су заједно написали чланови тима како би забележили њихову прву заједничку сезону. 

## Награде и признања
- 1999: Премијерова награда за књижевност у Пакистану, за City by the Sea (У граду поред мора)
- 2002: Награда Patras Bokhari Академије књижевности у Пакистану, за Patras Bokhari за награду Академије књижевности у Пакистану
- 2005: Награда Patras Bokhari за Broken Verses (Сломљене стихове)
- 2010: Anisfield-Wolf Book Award за белетристику, за Burnt Shadows (Спаљене сенке) [12]
- 2013: Призната као једна од 100 жена Би-Би-Сија. [35]
- 2013: Наведена је на Granta (књижевни часопис) листи 20 најбољих младих британских писаца.
- 2018: Женска награда за белетристику, за Home Fire ('Ќућа у пламену) [36]
- 2019: Награда Нели Сакс (укинута, није номинован нови победник), у част њеног књижевног дела; међутим, жири је повукао своју одлуку да награди писцу наводећи њену подршку пропалестинском покрету за бојкот, одузимање и санкције (БДС). [37] [38] Писмо које протестује против тог потеза потписало је стотине колега писаца у знак подршке Камили Шамси. [39]

## Књиге
- In the City by the Sea (У граду крај мора) (1998)
- Salt and Saffron (Сол и шафран) (2000)
- Kartography (Картографија) (2002)
- Broken Verses (Сломљени стихови) (2005)
- Offence: The Muslim Case (Прекршај: Муслимански случај) (2009)
- Burnt Shadows (Спаљене сенке) (2009)
- A God in Every Stone (Бог у сваком камену) (2014)
- Home Fire (Кућа у пламену) (2017)
- Best of Friends (Најбољи пријатељи) (2022)
- Duckling: A Fairy Tale Revolution (Паче: Револуција из бајке) (2020)